# Коломійці
Коломі́йці — село в Україні, у Синельниківському районі Дніпропетровської області. Входить до складу Покровської селищної громади. Населення становить 861 особу.

## Географія
Село Коломійці знаходиться на правому березі річки Вовча, вище за течією на відстані 6 км розташоване село Орестопіль, нижче за течією на відстані 2,5 км розташоване село Ягідне, на протилежному березі — село Тихе. На північно-східній околиці села Балка Злодійка впадає у річку Вовчу. До села примикає лісовий масив (сосна, дуб).

## Історія
1845 — дата заснування.
Виникло з хутора, який заснувала родина Коломійців, від яких надалі постала назва. Населений пункт виник в другій половині ХІХ століття. У 1913 році хутір входив до складу села — центру волості — Покровського.
До 2016 року орган місцевого самоврядування — Олександрівська сільська рада.
12 червня 2020 року, відповідно до розпорядження Кабінету Міністрів України № 709-р від «Про визначення адміністративних центрів та затвердження територій територіальних громад Дніпропетровської області», увійшло до складу Покровської селищної громади.
19 липня 2020 року, в результаті адміністративно-територіальної реформи і ліквідації Покровського району, село увійшло до складу новоутвореного Синельниківського району.

## Економіка
- «Обрій», агрофірма, ТОВ.

## Об'єкти соціальної сфери
- Школа.
- Дитячий сад.
- Амбулаторія.
- Будинок культури.

## Відомі люди
- В селі народився Щербина Василь Іларіонович (1913-1994) — Герой Радянського Союзу.
- Іван Платонович Голуб (1920-1944) — радянський офіцер, танкіст, учасник Німецько-радянської війни, Герой Радянського Союзу (1944, посмертно).